# Korfbal Challenge
De Korfbal Challenge is een internationaal korfbaltoernooi dat gespeeld wordt tussen clubs en nationale teams. Het toernooi wordt elk jaar gespeeld tussen kerst en Oud en Nieuw in het Topsportcentrum Rotterdam. De eerste editie werd in 2000 gehouden.
Het is traditie om tijdens dit toernooi te experimenteren met de spelregels. Enkele van deze experimenten zijn al succesvol geweest en worden nu toegepast in de competitie zoals de kunststof korf, de schotklok, de vrije bal, de buzzer beater en het terugwisselen.

## Winnaars
- 2000 - Tulips
- 2001 - DeetosSnel
- 2002 - Die Haghe
- 2003 - Fortuna
- 2004 - Fortuna
- 2005 - Finale PKC-Nic. niet gespeeld
- 2006 - Dalto
- 2007 - Tulips
- 2008 - Dalto
- 2009 - Koog Zaandijk
- 2010 - Talents
- 2011 - Koog Zaandijk
- 2012 - Fortuna
- 2013 - Tulips
- 2014 - TOP
- 2015 - PKC
- 2016 - PKC
- 2017 - Tulips
- 2018 - TOP
- 2019 - PKC
- 2020 - toernooi niet gespeeld vanwege COVID-19
- 2021 - toernooi niet gespeeld vanwege COVID-19
- 2022 - Fortuna
- 2023 - PKC
- 2024 - Tulips